# 吴奇奇
吴奇奇（1999年6月12日—），英文艺名「Keyki」，為中国大陸歌手，也是知名音乐人吴涤清的女儿。
因在K歌社交应用“唱吧”中以翻唱多首初音未来的歌曲而活跃至今，2014年1月发行首张专辑《世界第一公主殿下》，但此歌曲疑是盜用Ryo創作之初音演唱的《World Is Mine》而被網民們撻伐。曾获得“2014年度新城國語力頒獎禮内地新势力歌手奖”。

## 经历
1999年出生于加拿大温哥华，祖籍为中国大陸温州，现居为深圳。2012年就读于深圳蛇口国际学校，2013年在“唱吧”翻唱日本歌手初音未来的歌曲《心·奇蹟》（ココロ・キセキ）等而备受关注，2014年发行首张专辑《世界第一公主殿下》，同年8月获得“2014年度新城國語力頒獎禮内地新势力歌手奖”。

## 版权事件
2014年1月14日，首张专辑《世界第一公主殿下》发行，而这张专辑因版权归属等问题，在全球网友间引起极大争议。因为这张专辑未经过原作的同意的授权而擅自使用其受版权保护的作品，并改编填词收录于专辑中，用于商业发售；在宣传中主推“原创”，是“量身为爱女打造的专辑”却涉嫌盗曲等行为，因此在国内外网友间引起极大争议。由于侵权问题，原定于在日本京東商城上发售的专辑被下架。至1月23日，除了《Packaged》的作者kz表示“确认情报”外，专辑发行方及有关人员均未对此事表态。

## 音乐作品

### 专辑/EP
| 专辑数量 | 专辑名称             | 专辑类型 | 发行公司         | 发行日期   | 专辑曲目 |
| -------- | -------------------- | -------- | ---------------- | ---------- | --- |
| 第一张   | 《世界第一公主殿下》 | 专辑     | 北京富顿丽音文化 | 2014-01-14 | 曲目 1. 大惩罚啊 2. 等到花开 3. 可爱颂 4. 遇见萧邦 5. 想念的季节 6. 天使 7. 泄密 8. 依拉拉 9. 如果你是 10. 世界第一公主殿下 |

## 獎項
- 2014年8月「2014年度新城國語力頒獎禮内地新势力歌手奖」